# Гігаурі Автандил Симонович
Автандил Симонович Гігау́рі (нар. 10 лютого 1962, Душеті) — український скульптор і живописець; член Хмельницької організації Спілки художників України з 1995 року.

## Біографія
Народився 10 лютого 1962 року в місті Душеті (нині Грузія). 1981 року закінчив Брянське художнє училище; у 1986 році — відділення декоративно–прикладного мистецтва Тбіліської державної академії мистецтв (викладачі з фаху: С. Калва, К. Касрадзе, Ш. Саладзе).
З 1992 року проживає у місті Хмельницькому, де мешкає у будинку на вулиці Маршала Рибалка № 20/1, квартира 30.

## Творчість
Працює в галузі живопису і скульптури. Серед робіт:
живопис
- «Грузинська боротьба» (1986);
- «Ловець вітру» (1999);
- «Бажання весни» (1999);
- «Країна дитинства» (2000);
- «Давні друзі» (2000);
- «Входження в місто кохання» (2000);
- «А човен пливе» (2001);
- «Солодка жага» (2002);
- «Шлях у країну мрій» (2002);
- «Королева ночі» (2002);
- «Останній переможець» (2002);
- «Берег мрійників» (2002);
- «Чарівна думка» (2003);
- «Запрошення» (2003);
- «Наповнювач глечиків» (2003).

скульптура
- «Козацькому роду нема переводу» (1992);
- «Галина вода» (1992);
- «Козацькі скарби» (1992);
- «Спогади» (1994);
- «Втома» (1994);
- «Час падаючих гнізд» (1998);
- «Ностальгія» (1998);
- «Примха» (1998);
- «В обіймах тиші» (1998);
- «Молитва» (1999);
- «Діалог із небом» (1999);
- «Ті, що приносять плоди» (2001);
- «На хресті» (2002);
- «На хвилі кохання» (2002).

Автор пам'ятних знаків Героям та жертвам Чорнобиля у Хмельницькому, жертвам репресій та голодомору у Дунаївцях.
Брав участь у обласних, регіональних, всеукраїнських та міжнародних мистецьких виставках з 1989 року. Персональні виставки відбулися у Хмельницькому у 1995, 1999, 2002 і 2005 роках.